# Deutzia oaxacana
Deutzia oaxacana là một loài thực vật có hoa trong họ Tú cầu. Loài này được Zaik. mô tả khoa học đầu tiên năm 1963.